# Playa de San Antonio de Portmany
La playa Sant Antoni de Portmany está situada en San Antonio Abad, en la costa oeste de la isla de Ibiza, en la comunidad autónoma de las Islas Baleares.
Es una de las playas del núcleo urbano de San Antonio Abad. Tiene un alto grado de ocupación y los servicios propios de una playa urbana. Su población es de aproximadamente 30.000 habitantes.